# Nordwalde
Nordwalde é um município da Alemanha localizado no distrito de Steinfurt, região administrativa de Münster, estado de Renânia do Norte-Vestfália.

## Geografia
Está situada aproximadamente 12 km a sudeste de Steinfurt e 20 km a noroeste de  Münster. A distância para a fronteira neerlandesa é cerca de 30 km.

### Municipalidades vizinhas
- Greven
- Emsdetten
- Altenberge
- Steinfurt

### Divisão da cidade

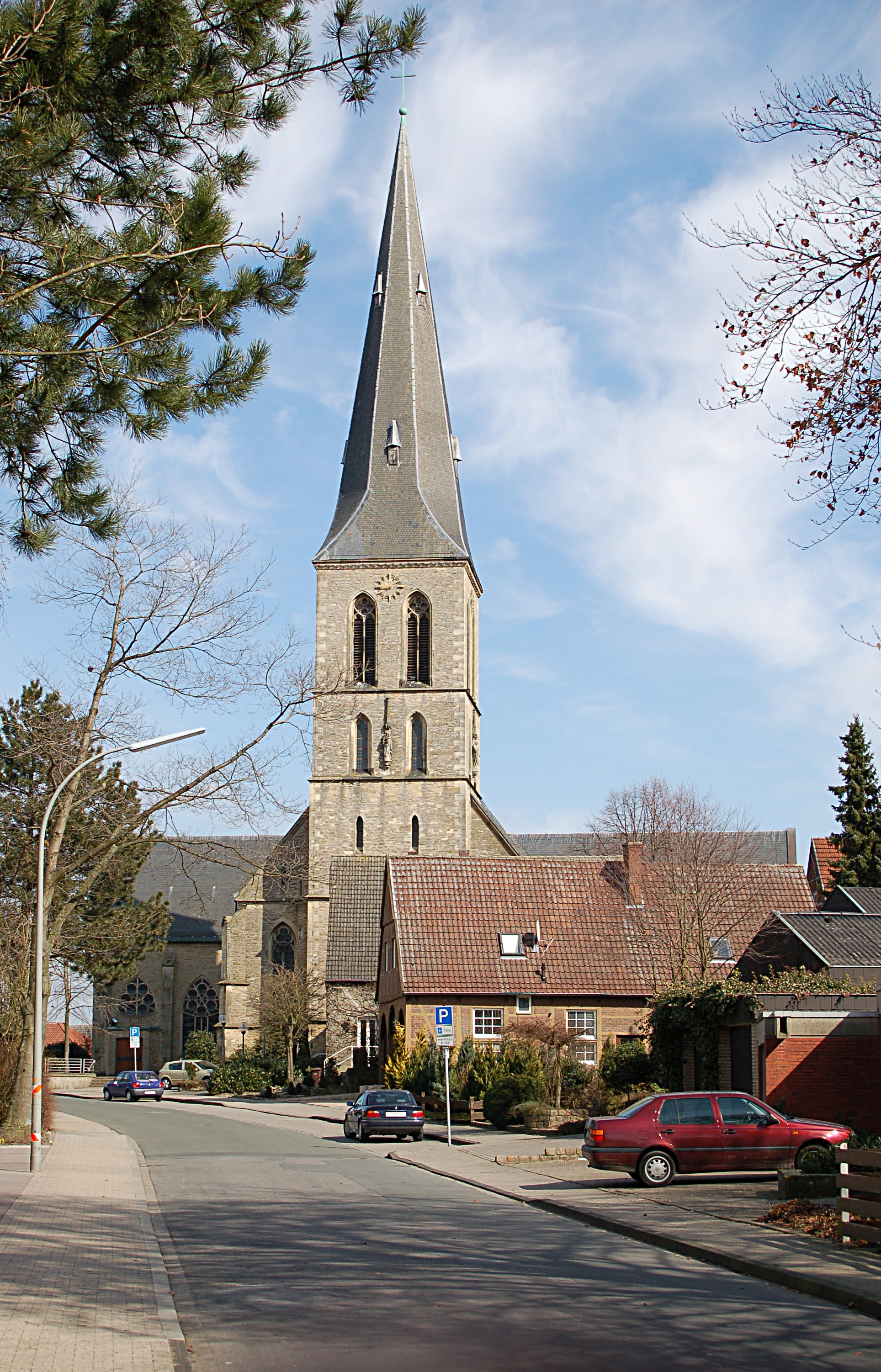
Igreja católica St. Dionysius

Nordewalde consiste de 6 distritos:
- Nordwalde
- Feldbauerschaft
- Kirchbauerschaft
- Scheddebrock
- Suttorf
- Westerode